# Paul Kalkoff
Paul Kalkoff (* 17. August 1858 in Kölleda; † 11. Mai 1928 in Breslau) war ein deutscher Reformationshistoriker. Die wichtigsten und von der Forschung allgemein anerkannten Ergebnisse seiner Arbeit waren die Darstellung des römischen Prozesses gegen Martin Luther (1518) und die Neubestimmung der Rolle des sächsischen Junkers Karl von Miltitz, der, entgegen der bisherigen Meinung, nur eine Randfigur in dem damaligen Geschehen gewesen war.

## Biografie
Kalkoff war Sohn eines Arztes. Seine Mutter Louise Schwarz stammte ebenfalls aus einer Ärztefamilie.
Nach dem Besuch der Landesschule Schulpforta studierte er in Straßburg und Berlin Geschichte. Besonders wichtige Einflüsse kamen von den Professoren Paul Scheffer-Boichorst, der ihn zu seiner Dissertation über Wolfger von Passau anregte, und Hermann Baumgarten, der ihn für sein späteres Forschungsgebiet, die Anfangsjahre der Reformation, gewann.
Im Jahre 1882 promovierte er und ging dann als Lehrer nach Breslau. Am dortigen Magdalenengymnasium wirkte er als Studienrat von 1884 bis 1924. Anschließend war er Honorarprofessor für Geschichte an der Universität Breslau. Wegen seiner Verdienste um die Erforschung der Geschichte der Reformation verlieh ihm die Evangelisch-Theologische Fakultät der Universität Breslau im Jahr des Reformationsjubiläums 1917 die Ehrendoktorwürde.
1925 wurde er Mitglied der Akademie gemeinnütziger Wissenschaften zu Erfurt.

## Forschung und Werk
Seine Forschungen beschränkten sich auf die Zeit des Beginns der Reformation (1517–1523) und die Geschichte des deutschen Humanismus in diesen Jahren. Mit philologischer Akribie betrieb er ein intensives Quellenstudium dieser Periode.
Auch zur Pirckheimerforschung lieferte er einen kleinen, aber bedeutenden Beitrag.
Anders stand es mit der Interpretation der Quellen durch ihn in Bezug auf Ulrich von Hutten, Erasmus von Rotterdam und den Kurfürsten Friedrich den Weisen. Das Huttenbild, das er entwarf, war zwar nicht mehr romantisch verklärt wie das von Daniel Friedrich Strauß, wurde aber in einer anderen Richtung ebenso krass überzeichnet, da er den Maßstab evangelisch-lutherischer Sittlichkeit seinen Ausführungen zugrunde legte.
Bei der Darstellung der Persönlichkeit des Erasmus hat er sich zum Teil auf bloße Gerüchte um die Person des Philosophen gestützt.
Auch die Rolle des Kurfürsten Friedrichs des Weisen bei der Kaiserwahl wurde von ihm in wesentlichen Zügen verzerrt, wobei vor allem seine These, der Kurfürst sei vor Karl V. zum Kaiser gewählt worden, habe die Wahl aber nicht angenommen, auf heftigen Widerspruch anderer Historiker stieß. Dies bildet überhaupt einen erheblichen Mangel seiner Arbeiten, dass er den Wert mancher Quellen falsch eingeschätzt hat und dort, wo die Quellenlage zu dürftig war, bestehende Lücken mit Hilfe bloßer Vermutungen ausgefüllt hat. Gleichwohl kann man ihn als den detailreichsten Kenner der frühen Reformationsgeschichte seiner Zeit bezeichnen.

## Schriften
- Briefe, Depeschen und Berichte über Luther vom Wormser Reichstage 1521, aus dem Englischen, Italienischen und Spanischen übersetzt und erläutert von Paul Kalkoff. Max Niemeyer Verlag, Halle 1898
- Die Anfänge der Gegenreformation in den Niederlanden. 2 Teile, Verein für Reformationsgeschichte, Niemeyer, Halle a. S. 1903 und 1904
- Die Vorgeschichte der allgemeinen Wehrpflicht in Preußen. Breslauer Genossenschafts-Buchdruckerei, Breslau 1913 (Digitalisat)
- Luthers Heldenzeit. In: Wegweiser für das werktätige Volk [Monatsschrift, Reichsverlag Hermann Kalkoff, Berlin] 1917, S. 169–173
- Erasmus, Luther und Friedrich der Weise. Eine reformatorische Studie. Schriften des Vereins für Reformationsgeschichte Nr. 132, Leipzig 1919
- Die Kaiserwahl Friedrichs IV. und Karls V. (am 27. und 28. Juni 1519). Böhlau, Weimar 1925 (Digitalisat).